# コレガスタジオ
コレガスタジオは、コレガプロレスが常設会場として公演を開催している多目的ホール。「コレガ」はスペイン語で「同志、仲間、同僚、相棒」を意味する。
ボクシング、キックボクシング、レンタルスペース、貸し会議室、講演会、セミナー、トークショー、アーティストライブ、結婚式、テレビ番組の撮影などにも使用されている。

## 施設
リング、LEDビジョン、音響システム、ムービングライトを完備している。

## 歴史
- 2021年1月19日、プレオープン。
- 1月23日、グランドオープン。
- 2023年6月2日、契約会社との都合で使用不能になったとコレガプロレス公式サイトで発表[1]。